# Annunciazione Bartolini Salimbeni
L'Annunciazione Bartolini Salimbeni è un'opera a tempera su tavola di Lorenzo Monaco, databile all'ultima fase della sua produzione prima della morte (1420-1424) e conservata nella collocazione originaria sull'altare della cappella Bartolini Salimbeni nella basilica di Santa Trinita a Firenze.

## Storia
L'opera venne dipinta in stretta sintonia con gli affreschi della cappella, integrandosi sia da un punto di vista figurativo, tramite un riquadro appositamente lasciato vuoto in corrispondenza della pala, sia iconografico, presentando le storie legate alla vita della Vergine dall'Annunciazione alla Fuga in Egitto, non contemplate negli affreschi.

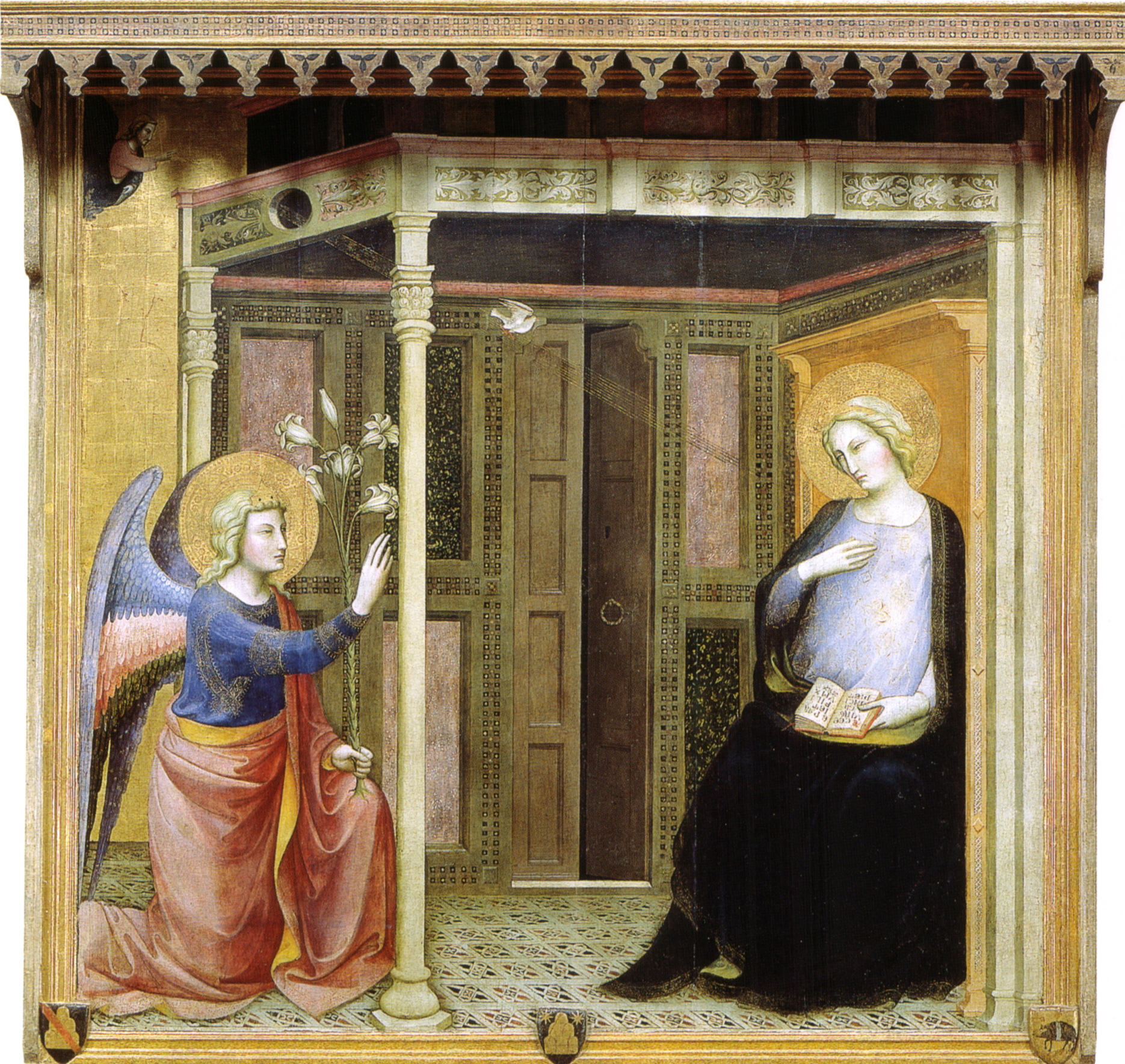
Maestro della Madonna Strauss, Annunciazione (1390 circa)

La datazione della pala è quindi coeva alle pitture murarie, con un possibile scarto che farebbe pensare al completamento dopo la morte del maestro da parte di un allievo. Durante il restauro del 1997-1999 infatti Marco Ciatti dell'Opificio delle Pietre Dure rilevò una diversa tecnica di esecuzione nel manto blu della Vergine, ottenuto in maniera più schematica tramite la stesura del blu d'azzurrite su campiture nere per le ombreggiature, ben diversa dall'accuratezza più rifinita degli altri panneggi.
La pala occupa un posto particolare nel passaggio dal polittico di stampo medievale alla pala rinascimentale: viene in genere indicata come la prima opera dove il soggetto rappresentato è messo in diretta relazione con la reale architettura circostante, dove lo spazio pittorico è unico e le figure sono concepite, per quanto riguarda dimensioni e colori, per armonizzarsi con gli affreschi, che ne rappresentavano in un certo senso gli scomparti laterali. Innovativa, per quanto ne sappiamo, fu anche la scelta di intelaiare la tavola su tutti i lati disponibili, con una prima testimonianza di pilastrini decorati da figurette di santi, ripresa poi da Masaccio e da Beato Angelico.

## Descrizione e stile

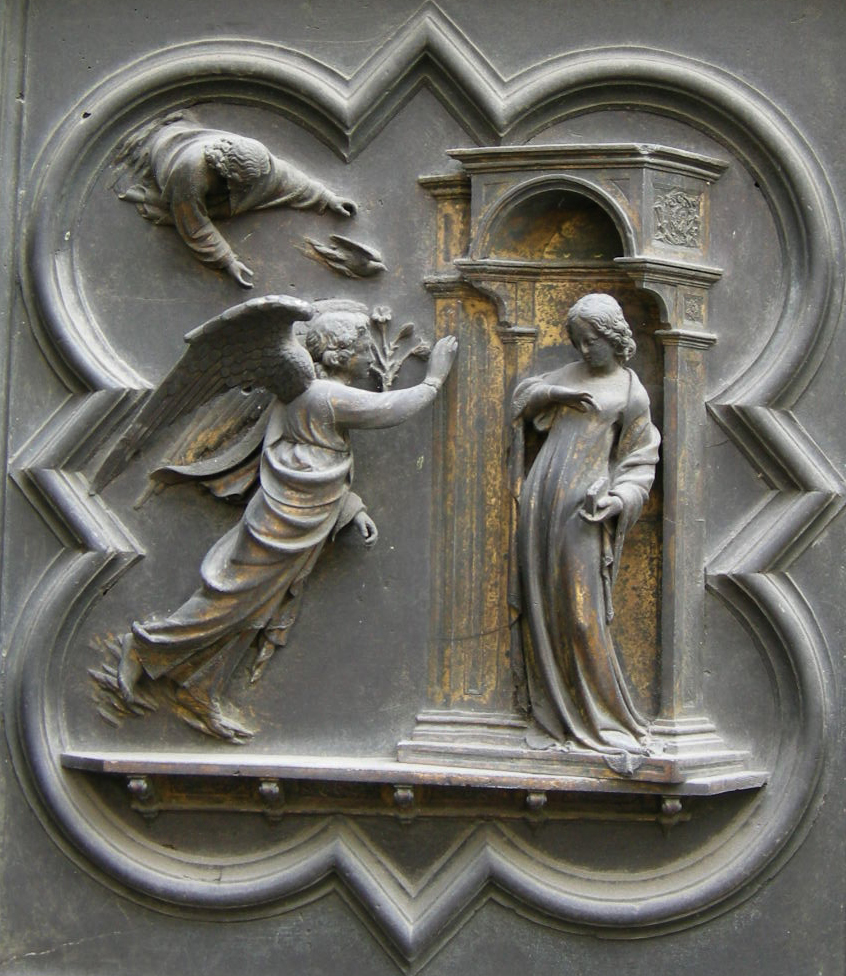
Annunciazione di Lorenzo Ghiberti

La pala è composta da un riquadro centrale con l'Annunciazione vera e propria, con tre archetti in alto che richiamano la forma di un trittico. Nei medaglioni al centro degli archi si trovano le raffigurazioni di tre Profeti, di cui è riconoscibile solo quello al centro, Isaia, dal cartiglio che reca l'iscrizione "Ecce Virgo [concipiet]". In basso la tavola è corredata da predella in quattro scene: Visitazione, Natività e Annuncio ai Pastori, Adorazione dei Magi e Fuga in Egitto. Ai lati, nei pilastrini, si trovano quattro santi per lato, con l'ultimo riquadro in alto stranamente vuoto da entrambe le parti: durante il restauro non sono state trovate tracce di pittura alcuna, per cui si pensa che siano sempre stati vuoti.
La tavola dell'Annunciazione aveva un ruolo fondamentale all'interno del ciclo, poiché esplicava l'incarnazione del Verbo e il tema dell'Immacolata Concezione su cui l'intero ciclo era incentrato. Come ispirazione Lorenzo Monaco ebbe a disposizione in primis l'affresco "miracoloso" della Santissima Annunziata, poi le opere di Simone Martini e dei fratelli Lorenzetti del secolo precedente, visibili a Siena e ad Arezzo, ma anche esemplari fiorentini da questi derivati, come l'Annunciazione del 1390 circa del Maestro della Madonna Strauss, oggi alla Galleria dell'Accademia. Infine un modello più recente e innovativo era la formella di Lorenzo Ghiberti nella porta nord del Battistero di Firenze (1403-1424), dal quale sembrano ripresi i gesti e l'ambientazione sotto una loggia.
La Madonna è raffigurata seduta, mentre arriva l'Angelo che interrompe la sua lettura (il libro simboleggiava l'avverarsi delle Sacre Scritture), recante in mano il giglio, simbolo di purezza. Ella però non guarda l'Angelo, ma rivolge lo sguardo a Dio, che si trova in alto al centro, circondato da serafini, che le manda la colomba dello Spirito Santo. I panneggi dalle falcate ritmiche e ampie che creano giochi lineari, le figure longilinee ed eleganti, i colori forti e aciduli, sono tutti elementi tipici dello stile maturo di Lorenzo Monaco, che caratterizza la sua produzione "internazionale" dopo il 1404. L'ambientazione a metà tra l'aperto e la casa di Maria a Nazareth, con il portale oltre il quale si intravede il talamo, non è nuova, mentre più singolare è l'allusione all'hortus conclusus (simbolo di verginità mariana) con i tre tronchi che emergono dal fondo oro oltre la porta posteriore.

### La predella

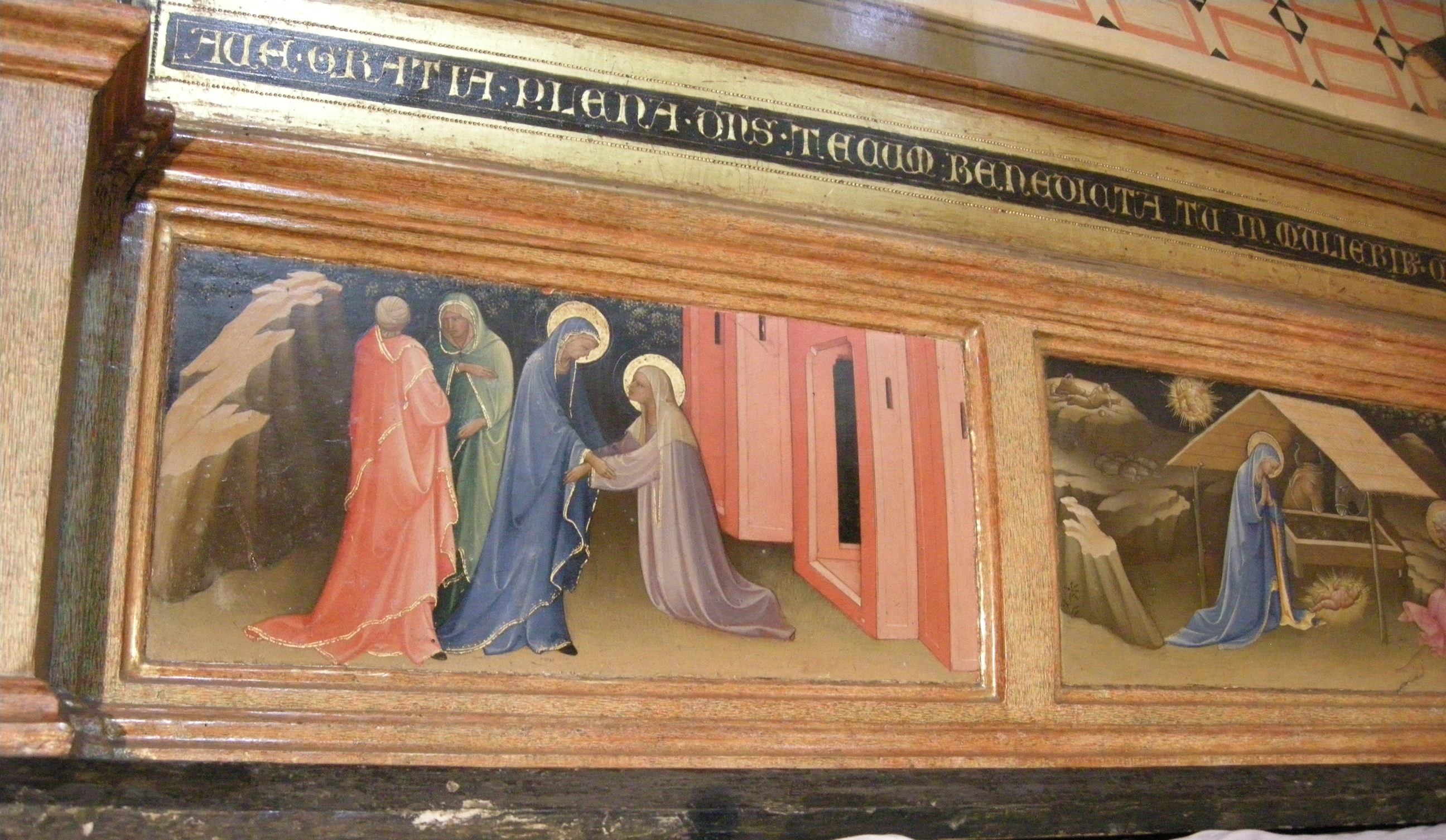
La predella

Le quattro scene della predella sono interamente considerate autografe e sono tra le parti più riuscite della tavola. Le scene sono:
- Visitazione
- Natività e Annuncio ai pastori
- Adorazione dei Magi
- Fuga in Egitto

Spiccano i raffinatissimi arabeschi dei giochi di linea dei panneggi e delle stesse figure, tipici del Gotico Internazionale, la prevalenza di tonalità delicatamente accordate, che risaltano sugli sfondi scuri (nella Natività addirittura una scena notturna). Nell'Adorazione dei Magi il dettaglio del vecchio re che si inginocchia protendensosi quasi strisciando verso il Bambino per baciarlo è ripresa dalla formella di Ghiberti, a cui si ispirò contemporaneamente anche Gentile da Fabriano per la Pala Strozzi. Nella Fuga in Egitto il dettaglio della palma è ripreso dallo Pseudo-Matteo, secondo cui l'albero si sarebbe piegato al passaggio della sacra famiglia.
Predella dell'Annunciazione Bartolini Salimbeni

### I pilastrini

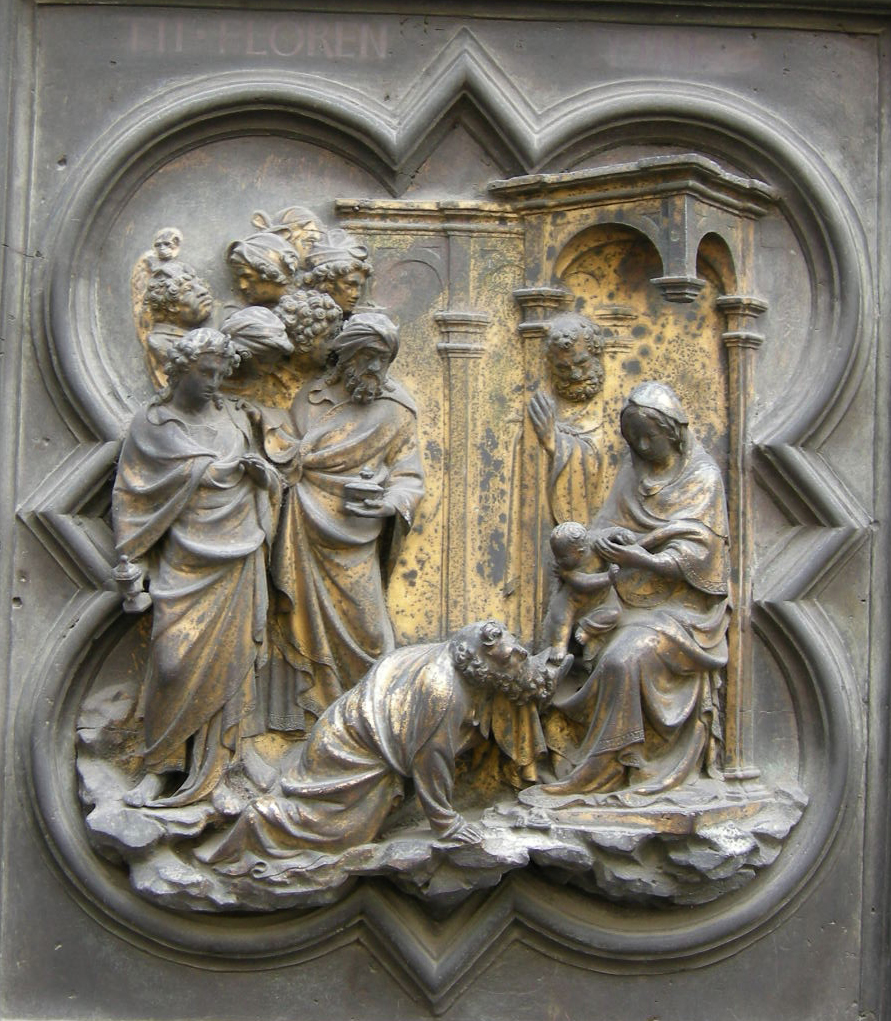
Ghiberti, Adorazione dei Magi

I santi a tutta figura, disposti verticalmente sui pilastrini laterali, sono di qualità debole, frutto dell'opera della bottega del maestro. A sinistra sono Stefano, Girolamo, Giovanni Gualberto ed Elisabetta d'Ungheria; a destra Agostino, Bonaventura, Bernardo (?) e Francesco. La scelta dei santi riflette la collocazione della pala in una chiesa vallombrosana, con i santi venerati dall'ordine, a cui si aggiungono le figure che si erano espresse a favore della dottrina dell'Immacolata Concezione.